# Bundesstraße 487
Pour les articles homonymes, voir Route 487.
La Bundesstraße 487 est une Bundesstraße du Land de Hesse.

## Géographie
La B 487 commence à Melsungen au croisement de la Bundesstraße 83 dans la zone industrielle de Pfieffewiesen, où sont basées notamment les entreprises Edeka Hessenring et B. Braun. Elle longe ensuite la petite rivière Pfieffe en passant par Adelshausen, passe sous le viaduc de Pfieffe puis atteint Mörshausen. Après Schnellrode, on franchit la frontière des arrondissements de Schwalm-Eder et Werra-Meissner. La B 487 se termine à Hessisch Lichtenau lorsqu'elle atteint la Bundesstraße 7.

## Histoire
La B 487 est créée en 1967. Il s'agit certainement d'améliorer la zone de 40 km à partir de la frontière interallemande.

## Source
- (de) Cet article est partiellement ou en totalité issu de l’article de Wikipédia en allemand intitulé « Bundesstraße 487 » (voir la liste des auteurs).

1. ↑  (de) « Die Bundes- und Reichsstraßen in Deutschland - Nr. ab 399 » [archive du 15 octobre 2008], sur home.arcor.de (consulté le 18 juillet 2025)